# Tonnerre de feu (film)
Pour les articles homonymes, voir Tonnerre de feu.
Pour plus de détails, voir Fiche technique et Distribution.
Tonnerre de feu (Blue Thunder) est un thriller américain d'action réalisé par John Badham et un scénario de Dan O'Bannon et Don Jakoby, sorti en 1983.
Le film met en scène Frank Murphy qui est pilote d'hélicoptère à l'Astro Division, la section aérienne du Los Angeles Police Department. Un soir, avec son nouveau copilote Richard Lymangood, il assiste à l'agression mortelle de Diane McNeely, une femme impliquée dans la lutte contre les violences urbaines. Alors que l'affaire est très médiatisée, Frank décide d'enquêter officieusement, persuadé qu'il s'agit d'un assassinat déguisé. Parallèlement, il est chargé de participer aux essais dans le désert des Mojaves d'un nouveau prototype d'hélicoptère ultramoderne destiné à surveiller la foule lors des jeux olympiques d'été de 1984 à venir à Los Angeles. Ce tout nouvel appareil, surnommé « Tonnerre de feu », est piloté par le colonel F. E. Cochrane, que Murphy a connu durant la guerre du Viêt Nam. Cette guerre a laissé des séquelles à Frank, qui souffre de trouble de stress post-traumatique.

## Synopsis
Frank Murphy est un pilote indiscipliné de l'Astro Division, équipe d'hélicoptères de la police de Los Angeles. Ancien combattant de la guerre du Viêt Nam, il souffre de stress post-traumatique lié au meurtre d'un soldat du Viêt Cong, poussé hors de l'hélicoptère qu'il pilotait. 
Lors d'un vol de nuit, il fait la connaissance de son nouveau copilote, Richard Lymangood. Après avoir aidé à l'arrestation de deux braqueurs, ils quittent leur zone de vol attribuée pour s'adonner au voyeurisme. Ils reçoivent alors un appel signalant une tentative de viol. Arrivés sur place, ils assistent à une fusillade qui cause la mort de deux suspects et blesse la victime, Diane McNeely.
À leur retour à la base, leur capitaine, Braddock, les met à pied à la suite d'une plainte liée à leur virée hors mission. Murphy fait part de ses doutes sur le fait que les agresseurs de McNeely soient des violeurs, et indique qu'une voiture présente sur les lieux du crime a mystérieusement disparu. Braddock balaye toutefois ces remarques et invite Murphy à passer des tests psychologiques.
Ce dernier rentre chez lui et retrouve sa compagne Kate et leur fils. Il décide par ailleurs de se rendre sur le lieu de la fusillade et récupère un document indéchiffrable. Entre-temps, la télévision révèle que McNeely, membre d'une commission enquêtant sur les violences urbaines, est morte de ses blessures. Murphy est contacté par Braddock qui lui apprend qu'il a été choisi pour participer, avec l'Astro Division, à des exercices utilisant un nouvel hélicoptère, devant servir au maintien de l'ordre dans le cadre des futurs jeux olympiques de Los Angeles.
Murphy et Braddock se rendent dans le désert de Mojave où a lieu une démonstration d'un hélicoptère de dernière génération, le Tonnerre bleu. L'engin, aux mains du colonel Cochrane, prouve ses capacités de destruction. Il s'avère que Cochrane et Murphy se connaissent, ayant tous deux participé à la guerre au Viêt Nam, et partagent une certaine animosité.
Un premier test est mené à Los Angeles, Cochrane aux manettes du Tonnerre bleu, Murphy et Lymangood dans un autre hélicoptère. Cochrane a toutefois saboté ce dernier, qui le fait s'écraser. Les deux pilotes s'en sortent avec de légères blessures. Ils prennent ensuite en main eux-mêmes le Tonnerre bleu, malgré les protestations de Cochrane. Après un vol d'essai qui montre les capacités d'observation de l'hélicoptère, Murphy et Lymangood utilise l'ordinateur de bord pour chercher des informations sur Cochrane. Ils découvrent qu'il fait partie d'un projet baptisé "Thor", visant à utiliser l'hélicoptère comme d'une arme offensive contre les émeutes raciales, le même mot "Thor" figurant sur le document retrouvé sur le lieu où McNeely a été agressée. Contrevenant aux ordres leur demandant de rentrer à la base, les pilotes décident de prendre en filature Cochrane jusqu'à une réunion. Utilisant les puissants micros de l'appareil, ils enregistrent la conversation prouvant les réels objectifs d'utilisation du Tonnerre bleu. Ils entendent également Cochrane proposer à ses interlocuteurs l'assassinat de Murphy, avant d'être découverts.
De retour à la base, Murphy est interdit de vol pour avoir enfreint les ordres. Lymangood parvient toutefois à récupérer l'enregistrement de la conversation espionnée. Alors qu'il rentre chez lui, des hommes l'attaquent en vue de récupérer la cassette. Lymangood parvient à s'échapper avant d'être tué. La police suspecte alors Murphy d'être le meurtrier. Ce dernier s'infiltre jusqu'à la base et découvre un message vocal, dans le Tonnerre bleu, de Lymangood lui indiquant où il a caché l'enregistrement. Murphy vol l'hélicoptère et contacte Kate, lui indiquant où se situe la cassette et lui demandant de la remettre à des journalistes. Il la suit et l'aide à échapper à la police après qu'elle eut récupérer l'enregistrement. La police envoie alors deux hélicoptères qui tentent d'arrêter Murphy, mais ce dernier parvient à se débarrasser de ses poursuivants. Deux avions de chasses sont ensuite mobilisés, qui tirent des missiles contre le Tonnerre bleu. Ces derniers utilisant la chaleur de l'hélicoptère pour se guider, Murphy parvient à les leurrer, d'abord en se cachant près d'une rôtisserie, puis en utilisant la réflexion du soleil contre les vitres d'un immeuble. Murphy abat ensuite un des appareils et fait fuir l'autre.
Kate parvient à remettre l'enregistrement à un journaliste malgré l'intervention d'un agent fédéral. Cochrane, qui se révèle être l'homme qui poussa le soldat Viêt Cong dans le vide, décolle dans un hélicoptère. Il surprend et blesse Murphy. Les deux appareils se lancent alors dans une poursuite. Menacé, Murphy parvient à réaliser un looping puis à détruire l'hélicoptère de son adversaire.
Murphy pose finalement le Tonnerre bleu sur une voie de chemin de fer et s'éloigne tandis que l'appareil est détruit dans une collision avec un train de marchandise. La télévision dénonce finalement le projet Thor et informe les téléspectateurs de plusieurs arrestations en lien avec celui-ci.

## Fiche technique
- Titre original : Blue Thunder
- Titre français : Tonnerre de feu
- Réalisation : John Badham
- Scénario : Dan O'Bannon et Don Jakoby
- Direction artistique : Sydney Z. Litwack
- Décors : Bernie Cutler
- Costumes : Marianna Elliott
- Photographie : John A. Alonzo
- Montage : Edward M. Abroms (de) et Frank Morriss
- Musique : Arthur B. Rubinstein
- Production : Gordon Carroll (en)
- Société de production : Rastar
- Sociétés de distribution : Columbia Pictures, Columbia TriStar Films (France)
- Pays de production :  États-Unis
- Langue originale : anglais
- Format : couleur - 35 mm - 2,35:1
- Genre : thriller, action
- Durée : 109 minutes
- Dates de sortie :
  - Allemagne : 5 février 1983 (avant-première mondiale)
  - États-Unis : 13 mai 1983
  - France : 17 août 1983

## Distribution

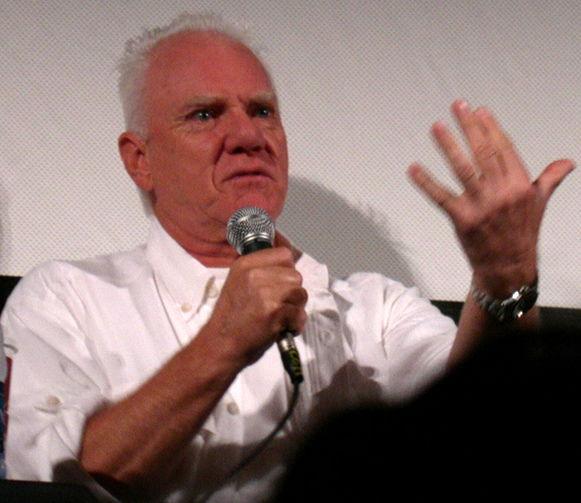
L'acteur britannique Malcolm McDowell, ici en 2006, incarne le colonel Cochrane

- Roy Scheider (VF : Serge Lhorca) : l’officier Frank Murphy
- Warren Oates (VF : Claude Joseph) : le capitaine Jack Braddock, le supérieur de Murphy
- Candy Clark (VF : Catherine Lafond) : Kate, la compagne de Murphy
- Daniel Stern (VF : Vincent Violette) : l’officier « JAFO »[1] Richard Lymangood, le copilote de Murphy
- Paul Roebling (en) (VF : Hervé Bellon) : Icelan
- David Sheiner (en) (VF : Philippe Dumat) : Fletcher
- Joe Santos : Montoya, le pilote collègue de Murphy
- Malcolm McDowell (VF : Jean-Pierre Leroux) : le colonel F. E. Cochrane
- Ed Bernard (VF : Robert Liensol) : le sergent Short
- Jason Bernard (VF : Henry Djanik) : le maire
- Mario Machado (VF : Joël Martineau) : lui-même
- James Murtaugh (VF : Jean Roche) : Alf Hewitt
- Anthony James (VF : Pierre Hatet) : Grundelius
- Pat McNamara : Matusek
- Jack Murdock (en) (VF : Jacques Richard) : Kress
- Clifford A. Pellow : Allen
- Paul Lambert (en) (VF : Jean Berger) : Holmes
- Phil Feldman (VF : Georges Aubert) : le colonel Coe
- Robin Braxton : Diane McNeely
- James Read (VF : Guy Chapellier) : le policier sur le pont
- Frank Morriss (non crédité) : un pilote de F-16
- John Badham : l'homme en chemise jaune dans la régie vidéo (caméo)

## Production

### Développement et genèse

#### L'hélicoptère

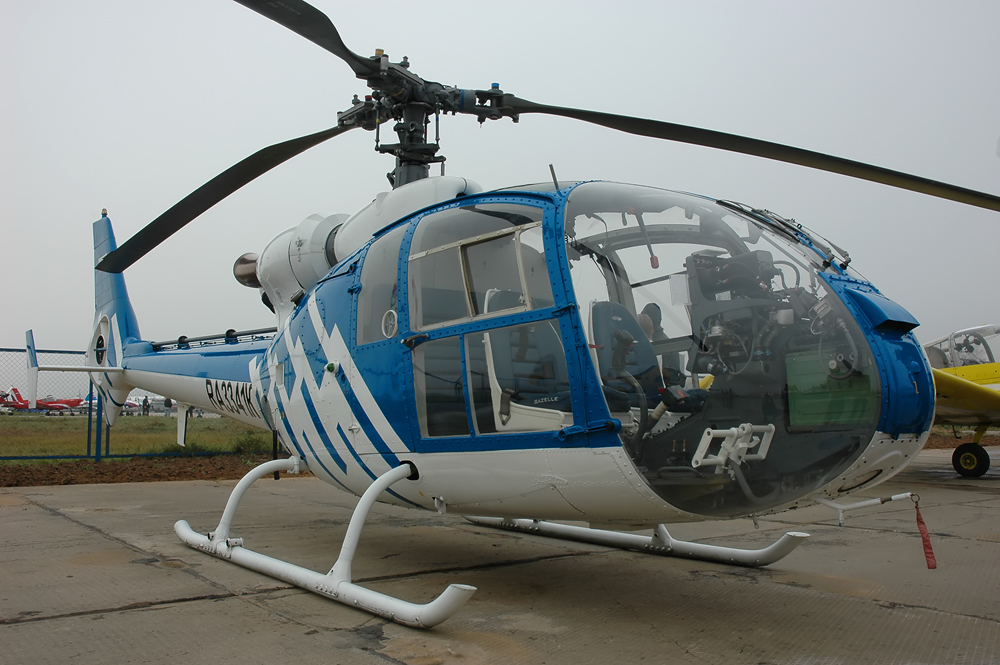
Un hélicoptère civil Gazelle SA-341G, modèle utilisé pour le Blue Thunder du film.

L'hélicoptère qui donne son nom au film, Tonnerre de feu (un nom plus fracassant pour les non-anglophones que son titre original Blue Thunder, c'est-à-dire Tonnerre bleu en rapport avec le surnom de la police américaine, que l'on retrouve p.ex. dans la série Blue Bloods), est en réalité un hélicoptère français Gazelle SA-341G transformé.
Le choix de cet hélicoptère européen avait été dicté par le fait que le réalisateur ne souhaitait pas prendre le risque qu'un constructeur américain comme Bell Aircraft Corporation, Hughes Aircraft ou Sikorsky puisse reconnaitre en Tonnerre de Feu l'un de leurs modèles et donc ne pas apprécier son association avec le propos polémique du film. La présence du fenestron, sorte de carénage du rotor de queue et exclusivité européenne, lui donnait un look résolument moderne et original pour l'époque aux yeux du public américain.
Afin de donner à la Gazelle une apparence plus futuriste en accord avec le scénario, l'appareil a été profondément modifié sur l'ensemble de la partie avant de la cellule, lui donnant un aspect proche de l'hélicoptère d'attaque AH-64 Apache. Ces transformations ont notamment porté sur un poste de pilotage réduit du type « tandem » encombré de nombreux équipements électroniques et écrans et l'adjonction d'une mitrailleuse Gatling dans le nez. Cette dernière, à cause de son poids, entraîna un déplacement hors norme du centre de gravité de l'aéronef qui nécessita la mise en place d'un contre-poids au niveau de la queue pour ramener le centrage dans ses limites.
D'autre part, l'ensemble des modifications, tant au niveau aérodynamique que de la masse totale, provoquèrent une chute importante des performances (vitesse et possibilités d'évolutions) de la Gazelle. L'équipe de tournage dut ainsi faire preuve d'imagination afin de redonner à cet hélicoptère une vitesse apparente suffisamment impressionnante pour les spectateurs.
Les hélicoptères réels (deux furent utilisés sur le tournage, l'un devant remplacer l'autre en cas de problème technique) ne furent pas utilisés dans toutes les scènes. Ils étaient parfois remplacés par des modèles réduits (à l'échelle 1/6e) télécommandés, volant autour des maquettes des gratte-ciels de Los Angeles, et certaines scènes furent tournées au sol à l'intérieur d'un cockpit autour duquel était projeté le décor sur fond bleu.
À noter que l'hélicoptère de l'antagoniste piloté par Cochrane (Malcolm McDowell) est un modèle de type Hughes MD 500 armé de canons de 30 mm, que l'on retrouvera dans un emploi similaire dans le film Fire Birds en 1990.
Il est à noter la ressemblance frappante du Blue Thunder avec l'Eurocopter EC665 Tigre dont le premier vol date de 1991 et qui entrera en service dans les années 2000 ! Le Tigre un hélicoptère d'attaque franco-allemand développé et construit par Airbus Helicopters, anciennement Eurocopter.
Il est mentionné au début du film que toutes les capacités de l'hélicoptère présentées dans le film sont réelles et utilisées, hors le mode "silencieux" qui permet de rendre silencieux le rotor de l'hélicoptère qui n'existait pas.

### Attribution des rôles
Roy Scheider, l'acteur principal du film, avait déjà une certaine expérience de vol : il avait été dans l'US Air Force pendant 3 ans mais dut abandonner car il n'avait pas toutes les qualités requises. L'acteur accepta le rôle, séduit par sa critique des pouvoirs militaires et gouvernementaux. Il avait précédemment piloté des hélicoptères sur le tournage du film Le Convoi de la peur (1977) et put renouveler occasionnellement l'expérience sur le tournage de Tonnerre de feu.
Il accentua aussi le caractère comique et humain de son personnage, initialement un peu trop rigide. Le réalisateur approuva cette initiative qui contribua à rendre Murphy plus sympathique aux yeux du public.
L'acteur s'avoua néanmoins embarrassé par quelques scènes violentes incluses dans le scénario, notamment une scène où un missile termine sa course dans un building, ou bien la scène où son hélicoptère en perdition atterrit en urgence sur une route encombrée et s'écrase sur un chantier. Mais ces scènes furent conservées, le studio désirant avant tout que le public en ait pour son argent
Quant à Malcolm McDowell, qui interprète le rival de Murphy, il détestait en réalité voler en hélicoptère. Après un incident survenu sur le tournage et qui faillit lui coûter la vie, McDowell ne monta d'ailleurs plus jamais dans un hélicoptère[réf. nécessaire].

### Tournage

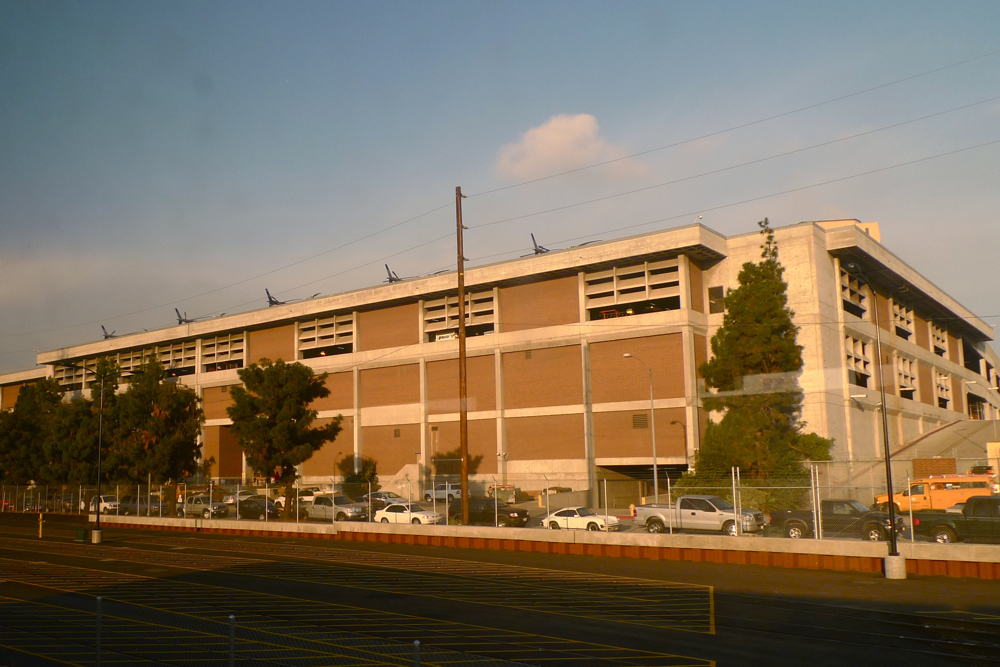
Le LAPD Hooper Heliport, un des décors du film.

Le tournage a lieu en 1981. Il se déroule en Californie : Los Angeles (North Hollywood, Downtown, Travel Town Museum, Elysian Park, Toluca Lake, usine Goodyear, St. Joseph's Hospital, etc.), Burbank (Pickwick Drive-In Theater, Warner Bros. Studios, etc.), Lancaster ainsi que dans le désert des Mojaves.

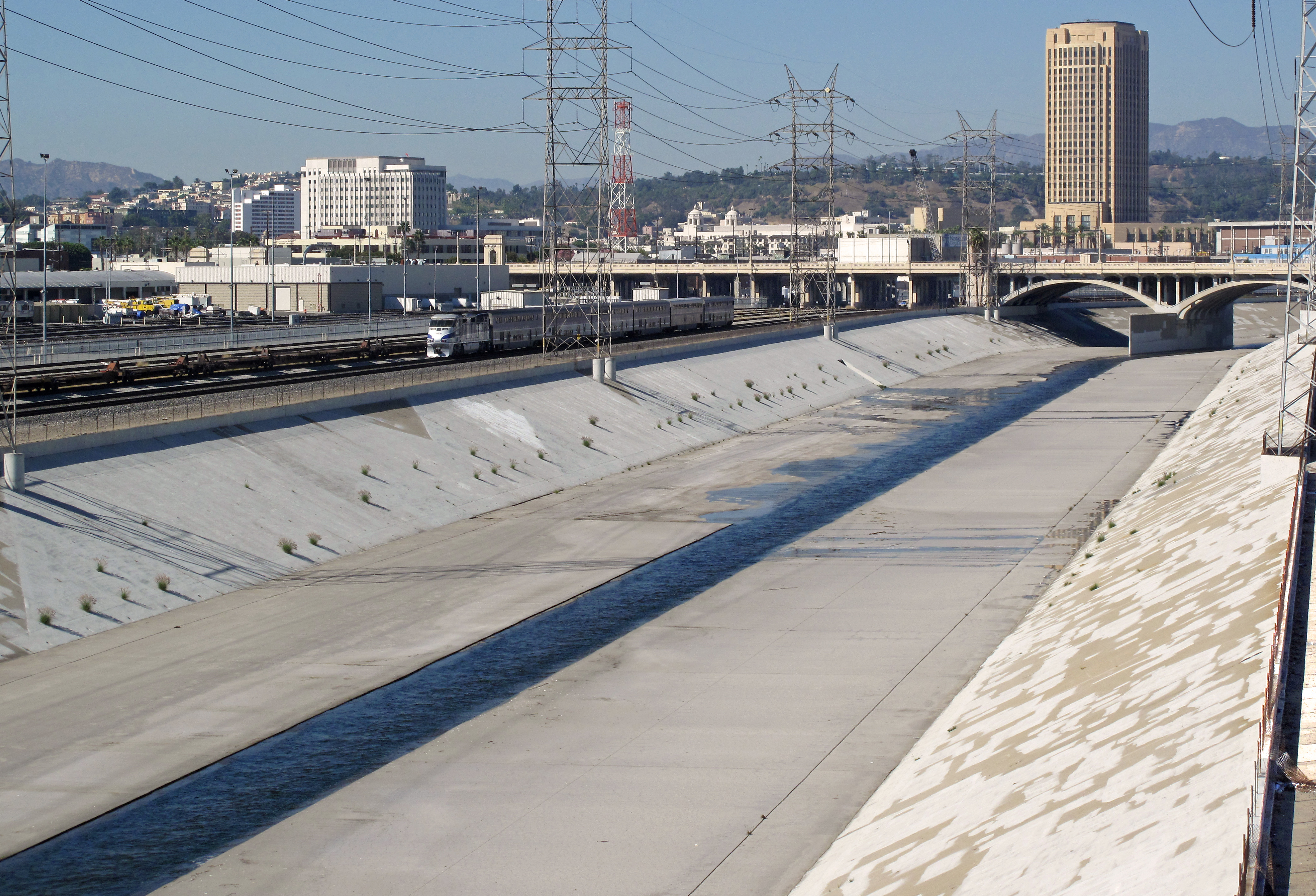
Le fleuve Los Angeles, un des décors du film.

Le LAPD Hooper Heliport, aujourd'hui quartier général de la LAPD Air Support Division, sert de décor en tant que base de l'Astro Division. La scène de poursuite entre le Tonnerre bleu et un hélicoptère de la police a lieu au-dessus du fleuve Los Angeles, tandis que le complexe de gratte-ciel d'ARCO Plaza constituent l'un des cadres de l'affrontement entre Murphy et les avions de chasse.

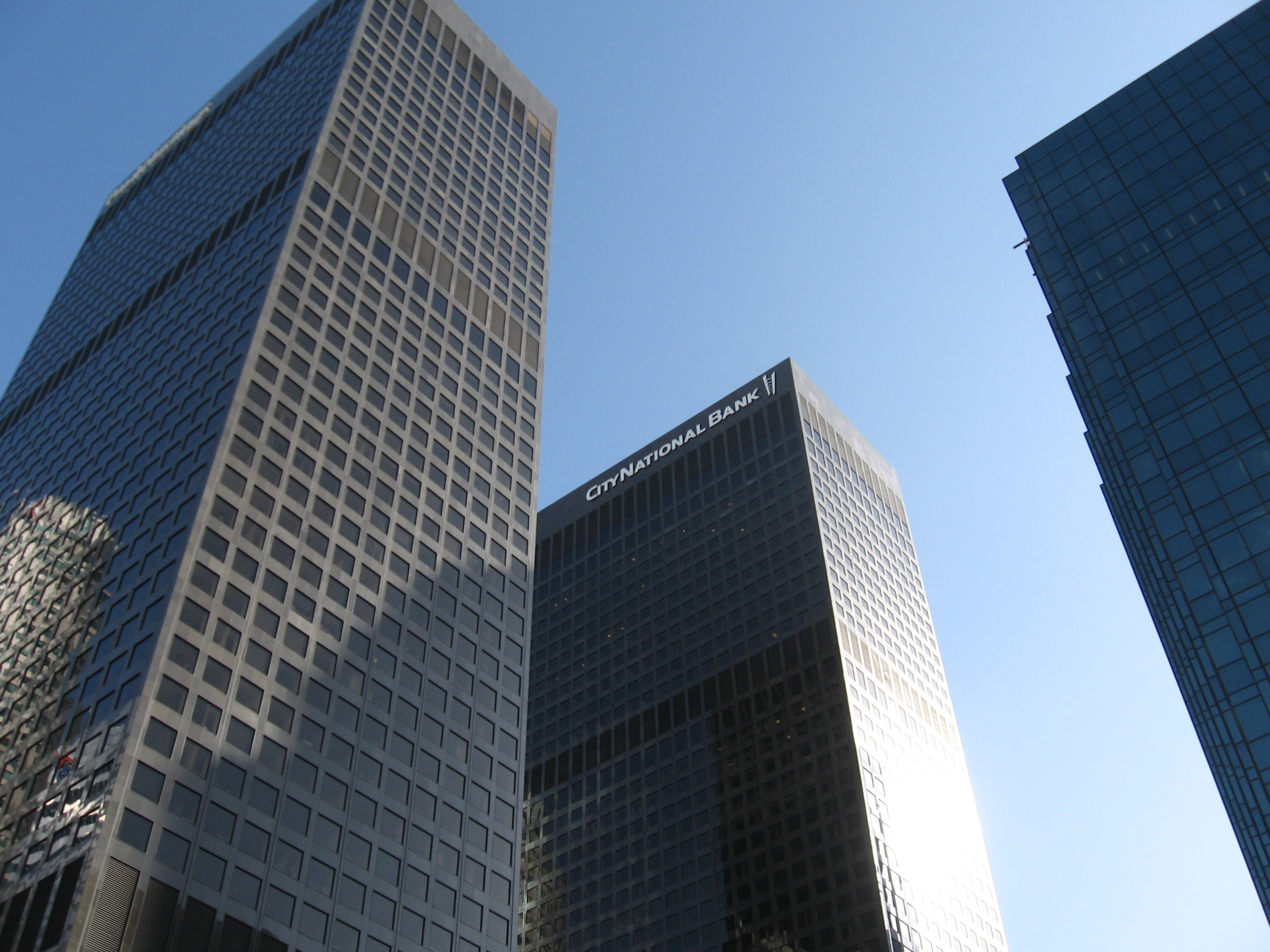
Le complexe de gratte-ciel City National Plaza (ancien ARCO Plaza), un des décors du film.

### Musique
Le compositeur Arthur B. Rubinstein, collaborateur de longue date du réalisateur John Badham (ils ont fait ensemble sept films et deux téléfilms), signe une musique combinant orchestre de cuivres et sons synthétiques, ces derniers exprimant la solitude de Murphy face à une technologie froide et impitoyable.
Rubinstein utilise le synthétiseur de façon symphonique, aussi bien isolé que combiné à des orchestres de cuivres, percussions et cordes. Le Synclavier II, un synthétiseur numérique, est combiné avec des synthétiseurs analogiques tels que le Jupiter, le Prophet ou le Moog. Un son particulier fut obtenu en plaçant le micro à l'intérieur d'une bouteille d'eau vide placée sous un piano Steinway.
Écouter un extrait sur le site officiel du compositeur : la musique, isolée de la bande-son du film, illustre une scène où Murphy tente d'échapper à un hélicoptère de la police au-dessus d'une rivière asséchée.

## Accueil

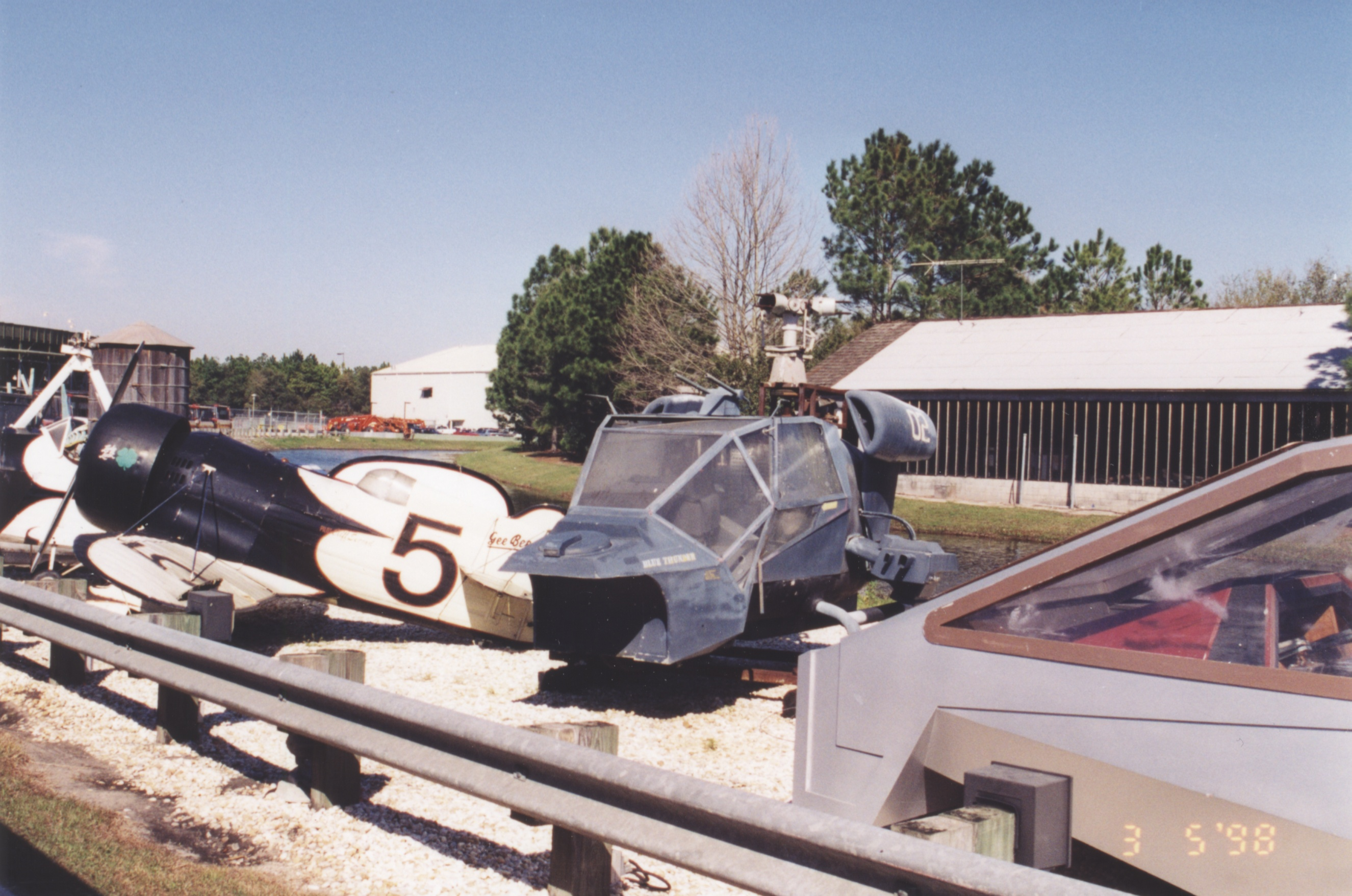
Au centre, l'hélicoptère laissé à l'abandon dans les studios MGM en Floride en 1998.

Tonnerre de feu termina 23e au box-office France 1983 réalisant 1 679 052 entrées juste derrière un autre film de John Badham, WarGames (1 689 565 entrées).

## Distinctions
- Lors des Oscars 1984, le film est nommé pour le meilleur montage[12].
- Aux Saturn Awards 1984, Candy Clark obtient le prix de la meilleure actrice dans un second rôle. Par ailleurs, le film est nommé dans les catégories meilleur film de science-fiction, meilleur acteur (Roy Scheider).

## Autour du film

### Warren Oates
Le film est dédié à la mémoire de l'acteur Warren Oates, décédé à la fin du tournage le 3 avril 1982, plus d'un an avant la sortie du film (le film fut tourné de janvier à avril 1982), et dont ce fut le dernier rôle à l'écran. Il interprète John Braddock, le supérieur de Murphy qui a fort à faire avec ce pilote chevronné mais imprévisible.

### Après le film
Une série télévisée en onze épisodes, inspirée par le film, fut réalisée au début de l'année 1984 par la chaîne américaine ABC et diffusée en France sur TF1 la même année. En raisison du coût de production élevé, (comme la série Supercopter), et faute de succès, il fut décidé de ne pas donner suite aux 11 épisodes déjà tournés.
Les hélicoptères Gazelle utilisés sur le tournage connurent des destins divers. Ils furent réutilisés pour la série télévisée, puis l'un d'eux servit dans la série télévisée Amerika (avant d'être démantelé et vendu en pièces détachées).
Quant aux répliques grandeur nature utilisées pour les plans du cockpit, elles furent exposées aux studios MGM en Floride. L'une d'elles servit durant le tournage du film Firefox, l'arme absolue pour représenter le cockpit de l'hélicoptère de combat Mil Mi-24 qui poursuit le héros.
L'une de ces machines fait aussi une brève apparition pendant le pilote de la série télévisée Mac Gyver.